# José Miracca
José León Miracca (* 23. September 1903; † unbekannt) war ein paraguayischer Fußballspieler. Der Abwehrspieler gehörte zum Kader der paraguayischen Nationalmannschaft bei der Fußball-Weltmeisterschaft 1930 in Uruguay.

## Karriere

### Verein
Miracca spielte von 1924 bis 1931 für den Club Nacional in Paraguay. Im Jahr 1932 wechselte er zum argentinischen Verein CA Tigre.

### Nationalmannschaft
Zwischen 1924 und 1931 bestritt Miracca insgesamt mindestens zwei Länderspiele für die paraguayische Nationalmannschaft. Sein Debüt gab er 1924 beim Freundschaftsspiel gegen Argentinien. Bei der Fußball-Weltmeisterschaft 1930 in Uruguay kam er im Gruppenspiel gegen die USA zum Einsatz. Paraguay schied nach der Vorrunde aus dem Turnier aus. Zwei weitere Länderspiele bestritt Miracca bei der Copa Rosa Chevallier Boutell 1931 gegen Argentinien.

## Erfolge
Club Nacional
- Paraguayischer Meister: 1924, 1926